# Ándito
Recebem o nome de ándito uma série de aberturas situadas no interior de uma igreja entre as grandes arcadas e as janelas da nave central.
Fechada esta galeria por um lado com paredes laterais ou hastiais, por outro se comunica com a nave central por meio das citadas galerias. O ándito comumente está abobadado com as naves e com igual longitude e largura do que estas e por isto se dá o nome de nave superior embora também seja conhecido como galeria.
Usado desde o Século XI até o Século XVI, apresenta várias formas, espaçado ou reduzido ou separado por simples colunas.
Outra definição de ándito encontrada em dicionários diz respeito a um corredor que rodeia totalmente ou parte do exterior de um edifício.